# جنگل دین

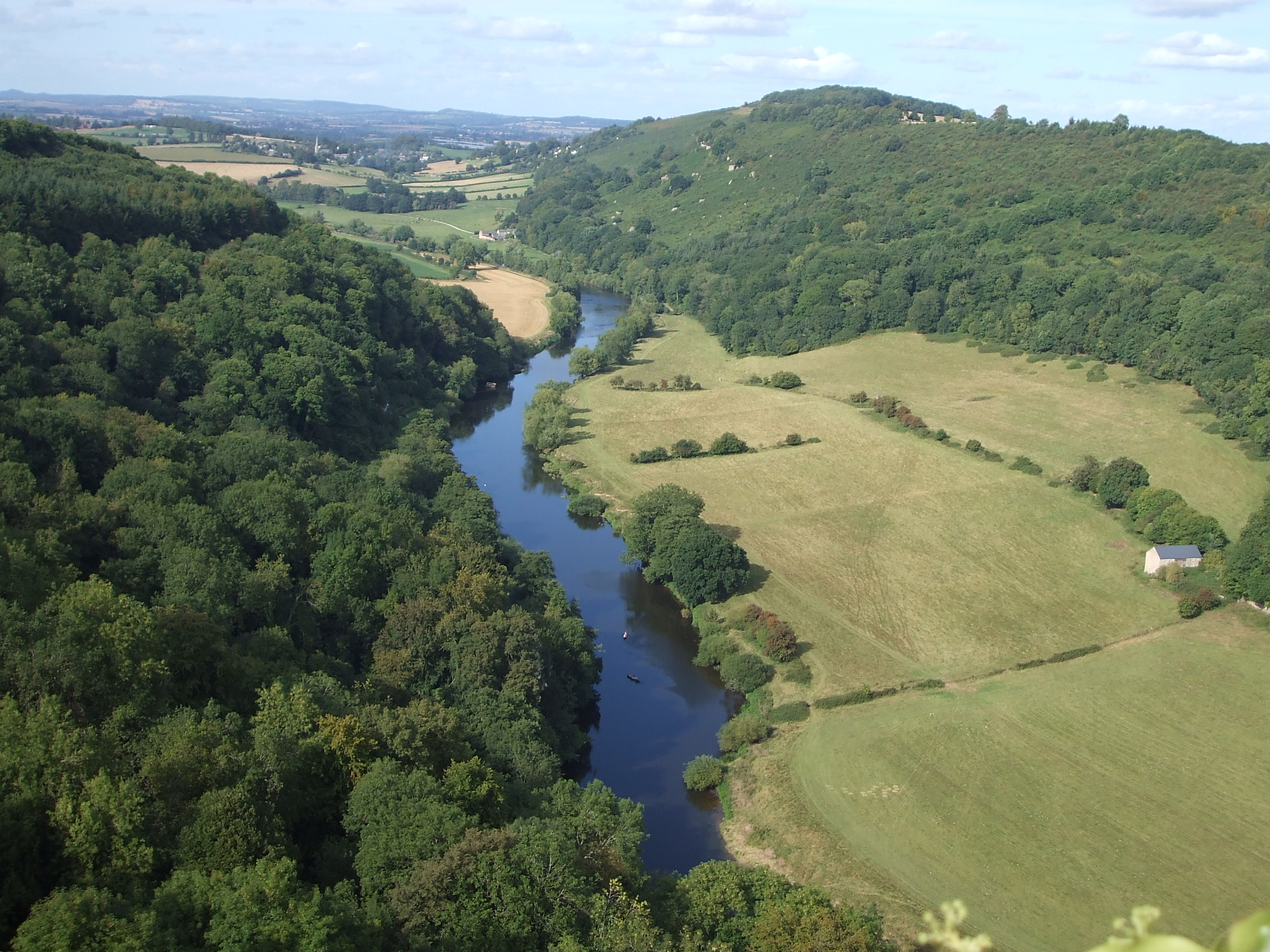
نمای شمالی به سمت راس-آن-وای از سیموندز یت، یک مقصد گردشگری محبوب در جنگل دین است

جنگل دین (به ولزی: Fforest y Ddena) یک منطقه جغرافیایی، تاریخی و فرهنگی در بخش غربی شهرستان گلاسترشر، انگلستان است. این جنگل فلات تقریباً مثلثی شکلی را تشکیل می‌دهد که از غرب و شمال غرب به رود وای، از شمال به هرفوردشر، از جنوب به رود سورون و از شرق به شهر گلاستر محدود می‌شود.
این منطقه با بیش از ۱۱۰ کیلومتر مربع جنگل‌های مختلط، یکی از جنگل‌های باستانی بازمانده در انگلستان می‌باشد. منطقه بزرگی قبل از سال ۱۰۶۶ برای شکار سلطنتی در نظر گرفته شده بود و پس از نیوفارست به عنوان دومین جنگل بزرگ در انگلستان باقی ماند. اگرچه از این نام برای اشاره به بخشی از گلاسترشر بین سورون و وای استفاده می‌شود، جنگل دین خود از قرون وسطی منطقه بسیار کوچکتری را پوشش داده است. در سال ۱۳۲۷ تنها بخش‌های مذهبی و بخش‌هایی از محله‌های سنت‌بریول را پوشش می‌داد، و پس از سال ۱۶۶۸ تنها بخش‌های سلطنتی را شامل می‌شد. جنگل در داخل خود محله‌های مدنی وست‌دین، لیدبروک، سیندرفورد، راسپیج، و درایبروک، همراه با یک نوار زمین در منطقه انگلیش بیکنور است.

## اهالی شناخته‌شده
- جان برجر (۱۹۲۶–۲۰۱۷)، رمان‌نویس انگلیسی از نوشته‌های جامعه شناختی برجر می‌توان به مردی خوش شانس: داستان یک پزشک روستایی (۱۹۶۷) که این کتاب در جنگل دین می‌گذرد، اشاره کرد.[۴]
- جی. کی. رولینگ (متولد ۱۹۶۵)، نویسنده مجموعه‌های هری پاتر، از سال ۱۹۷۴ تا ۱۹۸۳ در لبه جنوبی جنگل در تاتس‌هیل زندگی می‌کرد.[۵] او چندین فصل مهم از آخرین کتاب هری پاتر خود را در این جنگل تنظیم می‌کند.[۶]

## در رسانه‌ها
- یک فصل از رمان هری پاتر و یادگاران مرگ در جنگل دین اتفاق می‌افتد. همچنین در اولین فیلم از دو فیلم به همین نام اشاره می‌شود. جی کی رولینگ، نویسنده سریال، در مصاحبه‌هایی گفته است که شخصیت روبیوس هاگرید در این منطقه متولد شده است.